# AFC Bournemouth
AFC Bournemouth (celým názvem: Association Football Club Bournemouth) je anglický fotbalový klub, který sídlí ve městě Bournemouth v nemetropolitním hrabství Dorset. Založen byl v roce 1890 pod názvem Boscombe FC. Současný název se začal používat v roce 1972. Od sezóny 2015/16 působí v Premier League (nejvyšší soutěž v Anglii). Klubu se přezdívá The Cherries (třešně). Nastupuje v červeno-černých pruhovaných dresech, podobně jako AC Milán.
Své domácí zápasy odehrává na stadionu Dean Court s kapacitou 11 464 diváků.

## Historie

### Boscombe FC
Ačkoli není žádný autentický důkaz o přesném datu založení klubu, tak s největší pravděpodobností se tak stalo na podzim roku 1890, kdy se jeho prvním oficiálním názvem stalo Boscombe St. John's Lads Institute FC. Zkráceně se nazýval Boscombe FC. Prvním prezidentem byl pan JC Nutt.
První sezónu klub absolvoval v sezóně 1889/90, kdy Boscombe FC soutěžilo v Bournemouth and District Junior League (česky okresní juniorský liga Bournemouthu). Také nastupovali v poháru Hants Junior Cup. Během prvních dvou sezón byl jejich domovem Castlemain Road v Pokesdownu. Třetí sezónu začali na hřišti v King's Park, kde mají stadion i v současnosti.
V roce 1910 byl klubu poskytnut dlouhodobý pronájem hřiště na King's Parku. Tehdy jejich stadion pojmenoval tehdejší předseda JE Cooper Dean jako stadion Dean Court, jehož název nese stadion doposud. V témže roce podepsal klub svého prvního profesionálního fotbalistu, jímž byl B. Penton.
V té době se také klubu začalo přezdívat The Cherries (třešně), což se opírá od dva příběhy. Tím prvním je podobnost barvy třešní s dresy, které v té době hráči nosily. Druhá varianta je však více reálnější - Dean Court byl v těsné blízkosti Cooper-Dean panství, které zahrnoval četné sady třešní.
Poprvé během sezóny 1913/14 klub nastoupil v FA Cupu. Klubový pokrok byl zastaven v roce 1914, kdy začala první světová válka a Boscombe FC se vrátil do Hampshire League.

### Bournemouth a Boscombe Athletic Football Club
Vzhledem k tomu, aby klub více reprezentoval okres, ve kterém hraje fotbal, byl název pozměněn na Bournemouth a Moscombe Athletic Football Club, tak se stalo v roce 1923. Téhož roku byl klub vybrán, aby se zúčastnil fotbalové ligy. První ligový zápas se odehrál 25. srpna 1923 proti Swindonu, Bournemouth jej prohrál 1:3. První ligový zápas na Dean Court byl soupeřem také Swindon, domácí získali první ligový bod za bezbrankovou remízu.
Zpočátku Bournemouth bojoval ve Football League, ale nakonec se usadil v Third Division. Bournemouth a Boscombe Athletic Football Club zůstává v záznamech jako nejvíce nepřetržitě působící klub v Third Division (dnešní League One). Na svojí první trofej si museli počkat až po druhé světové válce - to vyhráli Third Division (South) Cup, když porazili na Stamford Bridge Walsall FC.

### AFC Bournemouth
V roce 1972 klub přijal efektivnější název, který trvá až do dnes. Byl jím AFC Bournemouth. Klub je ovšem stále zaregistrován jako Bournemouth a Boscombe Athletic Football Club. Současně klub přijal nové logo jako symbol pokroku. Pruhy v pozadí symbolizují pruhové dresy, zatímco v popředí je silueta hráče s míčem – to je na počest hráče Dickie Dowsett, který nastupoval za klub mezi lety 1950 a 1960.
Jejich červeno-černé dresy jsou založené na originálech italského klubu AC Milán. Tomu se tak stalo v roce 1971. Tehdy byl klubovým střelcem Ted MacDougall, které v zápase FA Cupu vstřelil devět branek do sítě Margate FC.

### 80. léta
V lednu 1984 slavil klub vítězství v Football League Trophy proti Manchesteru United, to už byl na lavičce Harry Redknapp.
Redknapp se stal prvním manažerem, které dokázal postoupit s Bournemouthem do druhé ligové soutěže, stalo se tak po triumfu ve třetí divizi v roce 1987. Ten v Bournemouthu působil již od roku 1983. Po sestupu zpět do třetí ligy v roce 1990 vydržel v klubu ještě dva roky, než přešel do West Hamu United.
V sobotu 5. května 1990, v poslední zápasový den sezóny 1989/90, hostil Bournemouth hráče Leedsu United, který měl šanci výhrou si zajistit postup do nejvyšší soutěže. Někteří fanoušci Leedsu již během dopoledne způsobovali ve městě nepořádek. Leeds vyhrál díky jedinému gólu, ovšem v kombinaci s ostatními výsledky to znamenalo nepostup Leedsu do vyšší soutěže.
Násilí a ničení trvalo celý víkend, konečné škody se vyšplhali až k jednomu milionu liber, k tomu bylo navíc zraněno několik fanoušků Bournemouthu a policistů. Aspoň to psal Daily Echo. Záležitost byla také projednávána v parlamentu díky jednomu místnímu poslancovi. Finančně tyto problémy ovlivnily klub na více než deset let. Bournemouth se spolu s místní policií snažil přijít na to, jak předejít podobnému násilí. Vše nakonec skončilo až zápasem se Shrewsbury Town 21. dubna 2003, to bylo na státní svátek.

### 21. století
Sean O'Driscool byl dosazen do pozice manažera na sezónu 2000/01. V té sezóně chyběli klubu dva body, aby s zahrál play-off své divize. V sezóně 2001/02 klub spadl do čtvrté nejvyšší soutěže (současné League Two), ze které se následující rok dokázal přes play-off vrátit zpět do Division Two (League One). Stal se také prvním klubem, které dokázal vstřelit pět branek na stadionu Millenium v Cardiffu, když porazil Lincoln City 5:2.
V sezóně 2003/04 nastupoval za klub útočník James Hayter, který dokázal vstřelit nejrychlejší hattrick v historii Football League. Cherries hráli zápas s Wrexhamem, během jeho průběhu se dostali do vedení díky brankám Purchese, Cummungse a Feeneyho. V 86. minutě nastoupil Hayter a během 2 minut a 17 sekund vstřelil tři branky.
V září 2006, kdy se tým nacházel na osmé pozici, Sen O'Driscoll odešel, aby se stal manažerem Doncasteru Rovers. Byl nahrazen Kevinem Bondem. V únoru 2008 bylo klubu kvůli nucené správě odebráno deset bodů, kvůli kterým sestoupil do čtvrté ligy. Bournemouth měl dluhy kolem čtyř milionů a téměř úplně zkrachoval. V sezóně 2008/09 klub bojoval s finančními problémy, navíc jen těsně unikl sestupu z Football League. Tehdy měl odebráno dokonce 17 bodů.
Kevin Bond byl vyhozen a nahradil jej bývalý hráč Jimmy Quinn, který ovšem z vlastní vůle opustil klub jen během několik měsíců. Eddie Howe zpočátku převzal manažerské žezlo jen dočasně, stal se ve svých jednatřiceti letech nejmladším manažerem ve Football League.
Na konci roku 2008 bylo oznámeno, že místní podnikatel Adam Murry dokončil přestup padesáti procentního vlastnictví od předchozího předsedy Paula Bakera. Nicméně v lednu 2009 Murry zmeškal lhůtu.
V červnu 2009 konsorcium včetně Adama Murryho nakonec převzal AFC Bournemouth. Konsorcium zahrnuje Jeffa Mostyna, Stevea Sly, Neilla Blakea a bývalého předsedu Dorchesteru Town Eddie Mitchella.
Eddie Howe na konci své první sezóny zaznamenal výrazný úspěch - Bournemouth skončil na druhém místě a postupoval o soutěž výš.
Cherries skončili v sezóně 2010/11 na šestém místě v League One, dostali se tak do play-off. V semifinále se utkali s Huddersfieldem Town, jejichž dva zápasy skončili po prodloužení 3:3, došlo tak na penaltový rozstřel. V něm se radovalo z postupu mužstvu Terriers, když penalty vyhrálo 4:2.

### Současnost
V lednu 2011 odešel Eddie Howe do Burnley. Na lavičce Bournemouthu jej nahradil Lee Bradbury. Ten si vybrala jako svého asistenta klubovou legendu Stevea Fletchera, který je stále aktivním hráčem. Fletchers ovšem po pár měsících odstoupil a na nahradil jej Russ Wilcox. V něděli 25. března 2012 po vzájemné dohodě Bradbury opustil klub a do konce sezóny jej nahradili Paul Groves a Shaun Brooks.
12. října 2012 se novým manažerem stal staronový Eddie Howe, který se rozhodl opustil druholigový Burnley a vrátit se zpět do Bournemouthu. Před jeho příchodem se klub potácel v sestupových vodách, od jeho příchodu však klub ještě neprohrál a z devíti zápasů si připsal 21 bodů. Sezóna 2014/15 se pro klub stala historicky nejúspěšnější. „Třešničkám“ se podařilo zvítězit v The Championship (2. nejvyšší soutěž) a postoupit tak poprvé v historii do Premier League.

## Soupiska
K 4. září 2023
| Číslo |              | Pozice | Hráč                           |
| ----- | ------------ | ------ | ------------------------------ |
| 1     | Brazílie     | B      | Neto (kapitán)                 |
| 2     | Anglie       | O      | Ryan Fredericks                |
| 3     | Maďarsko     | O      | Milos Kerkez                   |
| 4     | Anglie       | Z      | Lewis Cook                     |
| 5     | Anglie       | O      | Lloyd Kelly                    |
| 6     | Wales        | O      | Chris Mepham                   |
| 7     | Wales        | Ú      | David Brooks                   |
| 8     | Anglie       | Z      | Joe Rothwell                   |
| 9     | Anglie       | Ú      | Dominic Solanke                |
| 10    | Skotsko      | Z      | Ryan Christie                  |
| 11    | Burkina Faso | Ú      | Dango Ouattara                 |
| 12    | Irsko        | B      | Darren Randolph                |
| 14    | Anglie       | O      | Alex Scott                     |
| 15    | Anglie       | O      | Adam Smith (zástupce kapitána) |
| 16    | Anglie       | Z      | Marcus Tavernier               |

| Číslo |                   | Pozice | Hráč                                           |
| ----- | ----------------- | ------ | ---------------------------------------------- |
| 17    | Kolumbie          | Z      | Luis Sinisterra (na hostování z Leedsu United) |
| 18    | USA               | Z      | Tyler Adams                                    |
| 19    | Nizozemsko        | Ú      | Justin Kluivert                                |
| 20    | Rumunsko          | B      | Ionuț Radu (na hostování z Interu Milán)       |
| 21    | Wales             | Ú      | Kieffer Moore                                  |
| 22    | Pobřeží slonoviny | Z      | Hamed Junior Traorè                            |
| 24    | Ghana             | Ú      | Antoine Semenyo                                |
| 25    | Argentina         | O      | Marcos Senesi                                  |
| 26    | Irsko             | Z      | Gavin Kilkenny                                 |
| 27    | Ukrajina          | O      | Illja Zabarnyj                                 |
| 29    | Dánsko            | Z      | Philip Billing                                 |
| 37    | Anglie            | O      | Max Aarons                                     |
| 45    | Anglie            | B      | Cameron Plain                                  |
| –     | Dánsko            | Z      | Emiliano Marcondes                             |

### Hráči na hostování
| Číslo |        | Pozice | Hráč                                                 |
| ----- | ------ | ------ | ---------------------------------------------------- |
|       | Irsko  | B      | Mark Travers (ve Stoke City do konce sezóny 2023/24) |
|       | Anglie | B      | Will Dennis (v Kilmarnocku do konce sezóny 2023/24)  |
|       | Anglie | O      | James Hill (v Kilmarnocku do konce sezóny 2023/24)   |

| Číslo |         | Pozice | Hráč                                                     |
| ----- | ------- | ------ | -------------------------------------------------------- |
|       | Francie | Z      | Romain Faivre (v Lorientu do konce sezóny 2023/24)       |
|       | Anglie  | Ú      | Jaidon Anthony (v Leedsu United do konce sezóny 2023/24) |
|       | Jamajka | Ú      | Jamal Lowe (ve Swansea City do konce sezóny 2023/24)     |

## Získané trofeje
- EFL Trophy ( 1× )
  - 1983/84

## Historické názvy
Zdroj: 
- 1890 – Boscombe FC (Boscombe Football Club)
- 1923 – Bournemouth & Boscombe Athletic FC (Bournemouth & Boscombe Athletic Football Club)
- 1971 – AFC Bournemouth (Association Football Club Bournemouth)

## Umístění v jednotlivých sezonách
Stručný přehled
Zdroj: 
- 1920–1923: Southern Football League (English Section)
- 1923–1958: Football League Third Division South
- 1958–1970: Football League Third Division
- 1970–1971: Football League Fourth Division
- 1971–1975: Football League Third Division
- 1975–1982: Football League Fourth Division
- 1982–1987: Football League Third Division
- 1987–1990: Football League Second Division
- 1990–1992: Football League Third Division
- 1992–2002: Football League Second Division
- 2002–2003: Football League Third Division
- 2003–2004: Football League Second Division
- 2004–2008: Football League One
- 2008–2010: Football League Two
- 2010–2013: Football League One
- 2013–2015: Football League Championship
- 2015–2020 : Premier League
- 2020–2022: Football League Championship
- 2022– : Premier League

Jednotlivé ročníky
Zdroj: 
Legenda: Z - zápasy, V - výhry, R - remízy, P - porážky, VG - vstřelené góly, OG - obdržené góly, +/- - rozdíl skóre, B - body, červené podbarvení - sestup, zelené podbarvení - postup, fialové podbarvení - reorganizace, změna skupiny či soutěže
| Anglie (1920 – )                                          |                                            |        |    |    |    |    |    |     |     |    |        |
| Sezóny                                                    | Liga                                       | Úroveň | Z  | V  | R  | P  | VG | OG  | +/- | B  | Pozice |
| 1920/21                                                   | Southern Football League (English Section) | –      | 24 | 10 | 6  | 8  | 25 | 40  | -15 | 26 | 5.     |
| 1921/22                                                   | Southern Football League (English Section) | –      | 36 | 17 | 5  | 14 | 38 | 55  | -17 | 39 | 7.     |
| 1922/23                                                   | Southern Football League (English Section) | –      | 38 | 22 | 7  | 9  | 67 | 34  | +33 | 51 | 2.     |
| 1923/24                                                   | Third Division South                       | 3      | 42 | 11 | 11 | 20 | 40 | 65  | -25 | 33 | 21.    |
| 1924/25                                                   | Third Division South                       | 3      | 42 | 13 | 8  | 21 | 40 | 58  | -8  | 34 | 20.    |
| 1925/26                                                   | Third Division South                       | 3      | 42 | 17 | 9  | 16 | 75 | 91  | -16 | 43 | 8.     |
| 1926/27                                                   | Third Division South                       | 3      | 42 | 18 | 8  | 16 | 78 | 66  | +12 | 44 | 7.     |
| 1927/28                                                   | Third Division South                       | 3      | 42 | 13 | 12 | 17 | 72 | 79  | -7  | 38 | 14.    |
| 1928/29                                                   | Third Division South                       | 3      | 42 | 19 | 9  | 14 | 84 | 77  | +7  | 47 | 9.     |
| 1929/30                                                   | Third Division South                       | 3      | 42 | 15 | 13 | 14 | 72 | 61  | +11 | 43 | 10.    |
| 1930/31                                                   | Third Division South                       | 3      | 42 | 15 | 13 | 14 | 72 | 73  | -1  | 43 | 10.    |
| 1931/32                                                   | Third Division South                       | 3      | 42 | 13 | 12 | 17 | 70 | 78  | -8  | 38 | 15.    |
| 1932/33                                                   | Third Division South                       | 3      | 42 | 12 | 12 | 18 | 60 | 81  | -21 | 36 | 18.    |
| 1933/34                                                   | Third Division South                       | 3      | 42 | 9  | 9  | 24 | 60 | 102 | -42 | 27 | 21.    |
| 1934/35                                                   | Third Division South                       | 3      | 42 | 15 | 7  | 20 | 54 | 71  | -17 | 37 | 17.    |
| 1935/36                                                   | Third Division South                       | 3      | 42 | 16 | 11 | 15 | 60 | 56  | +4  | 43 | 8.     |
| 1936/37                                                   | Third Division South                       | 3      | 42 | 20 | 9  | 13 | 65 | 59  | +6  | 49 | 6.     |
| 1937/38                                                   | Third Division South                       | 3      | 42 | 14 | 12 | 16 | 56 | 57  | -1  | 40 | 13.    |
| 1938/39                                                   | Third Division South                       | 3      | 42 | 13 | 13 | 16 | 52 | 58  | -6  | 39 | 15.    |
| V letech 1939 až 1945 se nehrála žádná pravidelná soutěž. |                                            |        |    |    |    |    |    |     |     |    |        |
| 1946/47                                                   | Third Division South                       | 3      | 42 | 18 | 8  | 16 | 72 | 54  | +18 | 44 | 7.     |
| 1947/48                                                   | Third Division South                       | 3      | 42 | 24 | 9  | 9  | 76 | 35  | +41 | 57 | 2.     |
| 1948/49                                                   | Third Division South                       | 3      | 42 | 22 | 8  | 12 | 69 | 48  | +21 | 52 | 3.     |
| 1949/50                                                   | Third Division South                       | 3      | 42 | 16 | 10 | 16 | 57 | 56  | +1  | 42 | 12.    |
| 1950/51                                                   | Third Division South                       | 3      | 46 | 22 | 7  | 17 | 65 | 57  | +8  | 51 | 9.     |
| 1951/52                                                   | Third Division South                       | 3      | 46 | 16 | 10 | 20 | 69 | 75  | -6  | 42 | 14.    |
| 1952/53                                                   | Third Division South                       | 3      | 46 | 19 | 9  | 18 | 74 | 69  | +5  | 47 | 9.     |
| 1953/54                                                   | Third Division South                       | 3      | 46 | 16 | 8  | 22 | 67 | 70  | -3  | 40 | 19.    |
| 1954/55                                                   | Third Division South                       | 3      | 46 | 12 | 18 | 16 | 57 | 65  | -8  | 42 | 17.    |
| 1955/56                                                   | Third Division South                       | 3      | 46 | 19 | 10 | 17 | 63 | 51  | +12 | 48 | 9.     |
| 1956/57                                                   | Third Division South                       | 3      | 46 | 19 | 14 | 13 | 88 | 62  | +26 | 52 | 5.     |
| 1957/58                                                   | Third Division South                       | 3      | 46 | 21 | 9  | 16 | 81 | 74  | +7  | 51 | 9.     |
| 1958/59                                                   | Third Division                             | 3      | 46 | 17 | 12 | 17 | 69 | 69  | 0   | 46 | 12.    |
| 1959/60                                                   | Third Division                             | 3      | 46 | 17 | 13 | 16 | 72 | 72  | 0   | 47 | 10.    |
| 1960/61                                                   | Third Division                             | 3      | 46 | 15 | 10 | 21 | 58 | 76  | -18 | 40 | 19.    |
| 1961/62                                                   | Third Division                             | 3      | 46 | 21 | 17 | 8  | 69 | 45  | +24 | 59 | 3.     |
| 1962/63                                                   | Third Division                             | 3      | 46 | 18 | 16 | 12 | 63 | 46  | +17 | 52 | 5.     |
| 1963/64                                                   | Third Division                             | 3      | 46 | 24 | 8  | 14 | 79 | 58  | +21 | 56 | 4.     |
| 1964/65                                                   | Third Division                             | 3      | 46 | 18 | 11 | 17 | 72 | 63  | +9  | 47 | 11.    |
| 1965/66                                                   | Third Division                             | 3      | 46 | 13 | 12 | 21 | 38 | 56  | -28 | 38 | 18.    |
| 1966/67                                                   | Third Division                             | 3      | 46 | 12 | 17 | 17 | 39 | 57  | -18 | 41 | 20.    |
| 1967/68                                                   | Third Division                             | 3      | 46 | 16 | 15 | 15 | 56 | 51  | +5  | 47 | 12.    |
| 1968/69                                                   | Third Division                             | 3      | 46 | 21 | 9  | 16 | 60 | 45  | +15 | 51 | 4.     |
| 1969/70                                                   | Third Division                             | 3      | 46 | 12 | 15 | 19 | 48 | 71  | -23 | 39 | 21.    |
| 1970/71                                                   | Fourth Division                            | 4      | 46 | 24 | 12 | 10 | 81 | 46  | +37 | 60 | 2.     |
| 1971/72                                                   | Third Division                             | 3      | 46 | 23 | 16 | 7  | 73 | 37  | +36 | 62 | 3.     |
| 1972/73                                                   | Third Division                             | 3      | 46 | 17 | 16 | 13 | 66 | 44  | +22 | 50 | 7.     |
| 1973/74                                                   | Third Division                             | 3      | 46 | 16 | 15 | 15 | 54 | 58  | -4  | 47 | 11.    |
| 1974/75                                                   | Third Division                             | 3      | 46 | 13 | 12 | 21 | 44 | 58  | -14 | 38 | 21.    |
| 1975/76                                                   | Fourth Division                            | 4      | 46 | 20 | 12 | 14 | 57 | 48  | +9  | 52 | 6.     |
| 1976/77                                                   | Fourth Division                            | 4      | 46 | 15 | 18 | 13 | 54 | 44  | +10 | 48 | 13.    |
| 1977/78                                                   | Fourth Division                            | 4      | 46 | 14 | 15 | 17 | 41 | 51  | -10 | 43 | 17.    |
| 1978/79                                                   | Fourth Division                            | 4      | 46 | 14 | 11 | 21 | 47 | 48  | -1  | 39 | 18.    |
| 1979/80                                                   | Fourth Division                            | 4      | 46 | 13 | 18 | 15 | 52 | 51  | +1  | 44 | 11.    |
| 1980/81                                                   | Fourth Division                            | 4      | 46 | 16 | 13 | 17 | 47 | 48  | -1  | 45 | 13.    |
| 1981/82                                                   | Fourth Division                            | 4      | 46 | 23 | 19 | 4  | 62 | 30  | +32 | 88 | 4.     |
| 1982/83                                                   | Third Division                             | 3      | 46 | 16 | 13 | 17 | 59 | 68  | -9  | 61 | 14.    |
| 1983/84                                                   | Third Division                             | 3      | 46 | 16 | 7  | 23 | 63 | 73  | -10 | 55 | 17.    |
| 1984/85                                                   | Third Division                             | 3      | 46 | 19 | 11 | 16 | 57 | 46  | +11 | 68 | 10.    |
| 1985/86                                                   | Third Division                             | 3      | 46 | 15 | 9  | 22 | 65 | 72  | -7  | 54 | 15.    |
| 1986/87                                                   | Third Division                             | 3      | 46 | 29 | 10 | 7  | 76 | 40  | +36 | 97 | 1.     |
| 1987/88                                                   | Second Division                            | 2      | 44 | 13 | 10 | 21 | 56 | 68  | -12 | 49 | 17.    |
| 1988/89                                                   | Second Division                            | 2      | 46 | 18 | 8  | 20 | 53 | 62  | -9  | 62 | 12.    |
| 1989/90                                                   | Second Division                            | 2      | 46 | 12 | 12 | 22 | 57 | 76  | -19 | 48 | 22.    |
| 1990/91                                                   | Third Division                             | 3      | 46 | 19 | 13 | 14 | 58 | 58  | 0   | 70 | 9.     |
| 1991/92                                                   | Third Division                             | 3      | 46 | 20 | 11 | 15 | 52 | 48  | +4  | 71 | 8.     |
| 1992/93                                                   | Second Division                            | 3      | 46 | 12 | 17 | 17 | 45 | 52  | -7  | 53 | 17.    |
| 1993/94                                                   | Second Division                            | 3      | 46 | 14 | 15 | 17 | 51 | 59  | -8  | 57 | 17.    |
| 1994/95                                                   | Second Division                            | 3      | 46 | 13 | 11 | 22 | 49 | 69  | -20 | 50 | 19.    |
| 1995/96                                                   | Second Division                            | 3      | 46 | 16 | 10 | 20 | 51 | 70  | -19 | 58 | 14.    |
| 1996/97                                                   | Second Division                            | 3      | 46 | 15 | 15 | 16 | 43 | 45  | -2  | 60 | 16.    |
| 1997/98                                                   | Second Division                            | 3      | 46 | 18 | 12 | 16 | 57 | 52  | +5  | 66 | 9.     |
| 1998/99                                                   | Second Division                            | 3      | 46 | 21 | 13 | 12 | 63 | 41  | +22 | 76 | 7.     |
| 1999/00                                                   | Second Division                            | 3      | 46 | 16 | 9  | 21 | 59 | 62  | -3  | 57 | 16.    |
| 2000/01                                                   | Second Division                            | 3      | 46 | 20 | 13 | 13 | 79 | 55  | +24 | 73 | 7.     |
| 2001/02                                                   | Second Division                            | 3      | 46 | 10 | 14 | 22 | 56 | 71  | -15 | 44 | 21.    |
| 2002/03                                                   | Third Division                             | 4      | 46 | 20 | 14 | 12 | 60 | 48  | +12 | 74 | 4.     |
| 2003/04                                                   | Second Division                            | 3      | 46 | 17 | 15 | 14 | 56 | 51  | +5  | 66 | 9.     |
| 2004/05                                                   | League One                                 | 3      | 46 | 20 | 10 | 16 | 77 | 64  | +13 | 70 | 8.     |
| 2005/06                                                   | League One                                 | 3      | 46 | 12 | 19 | 15 | 49 | 53  | -4  | 55 | 17.    |
| 2006/07                                                   | League One                                 | 3      | 46 | 13 | 13 | 20 | 50 | 64  | -14 | 52 | 19.    |
| 2007/08                                                   | League One                                 | 3      | 46 | 17 | 7  | 22 | 62 | 72  | -10 | 48 | 21.    |
| 2008/09                                                   | League Two                                 | 4      | 46 | 17 | 12 | 17 | 59 | 51  | +8  | 46 | 21.    |
| 2009/10                                                   | League Two                                 | 4      | 46 | 25 | 8  | 13 | 61 | 44  | +17 | 83 | 2.     |
| 2010/11                                                   | League One                                 | 3      | 46 | 19 | 14 | 13 | 75 | 54  | +21 | 71 | 6.     |
| 2011/12                                                   | League One                                 | 3      | 46 | 15 | 13 | 18 | 48 | 52  | -4  | 58 | 11.    |
| 2012/13                                                   | League One                                 | 3      | 46 | 24 | 11 | 11 | 76 | 53  | +23 | 83 | 2.     |
| 2013/14                                                   | The Championship                           | 2      | 46 | 18 | 12 | 16 | 67 | 66  | +1  | 66 | 10.    |
| 2014/15                                                   | The Championship                           | 2      | 46 | 26 | 12 | 8  | 98 | 45  | +53 | 90 | 1.     |
| 2015/16                                                   | Premier League                             | 1      | 38 | 11 | 9  | 18 | 45 | 67  | -22 | 42 | 16.    |
| 2016/17                                                   | Premier League                             | 1      | 38 | 12 | 10 | 16 | 55 | 67  | -12 | 46 | 9.     |
| 2017/18                                                   | Premier League                             | 1      | 38 | 11 | 11 | 16 | 45 | 61  | -16 | 44 | 12.    |
| 2018/19                                                   | Premier League                             | 1      | 38 | 13 | 6  | 19 | 56 | 70  | -14 | 45 | 14.    |
| 2019/20                                                   | Premier League                             | 1      | 38 | 9  | 7  | 22 | 40 | 65  | -25 | 34 | 18.    |
| 2020/21                                                   | EFL Championship                           | 2      | 46 | 22 | 11 | 13 | 73 | 46  | +27 | 77 | 6.     |
| 2021/22                                                   | EFL Championship                           | 2      | 46 | 25 | 13 | 8  | 74 | 39  | +35 | 88 | 2.     |
| 2022/23                                                   | Premier League                             | 1      | 38 | 11 | 6  | 21 | 37 | 71  | -34 | 39 | 15.    |
| 2023/24                                                   | Premier League                             | 1      | 38 | 13 | 9  | 16 | 54 | 67  | -13 | 48 | 12.    |

Poznámky:
- 1922/23: Klub uspěl v hlasování o vstup do Football League (na úkor odstoupivšího Stalybridge Celtic).
- 2007/08: V sezóně 2007/08 bylo klubu odečteno deset bodů kvůli finančním problémům.
- 2008/09: V sezóně 2008/09 bylo klubu odečteno sedmnáct bodů kvůli finančním problémům.